# Окремий корпус залізничної охорони (Українська Держава)
Окремий корпус залізничної охорони (О.к.з.о) — військове з'єднання збройних сил Української Держави під час української революції та радянсько-української війни.

## Історія
«Полк залізничників» був сформований за влади Центральної Ради зі складу безробітних службовців і залізничної міліції для охорони станційних споруд, супроводу вантажів і фінансових кур'єрів. Після гетьманського перевороту німці роззброїли полк, але П. П. Скоропадському вдалося переконати німецького генерала Гренера в тому, що військові залізничники будуть захищати дороги від більшовицьких підпільників.

## Після гетьманського перевороту
Після приходу до влади 29 квітня гетьмана П. П. Скоропадського почалося створення Української Держави й її державних структур, серед яких були Армія, Окремий корпус кордонної охорони й Окремий корпус залізничної охорони. Підрозділи корпусу комплектувались офіцерами, які раніше проходили службу в Російській імператорській армії й Революційній армії вільної Росії й службовців Російської імперії та Російської республіки.
Після 29 квітня і до 15 листопада 1918 корпус перебував у складі Української держави.
Окремий корпус залізничних військ був в підпорядкуванні міністра шляхів сполучення Бориса Бутенка. 

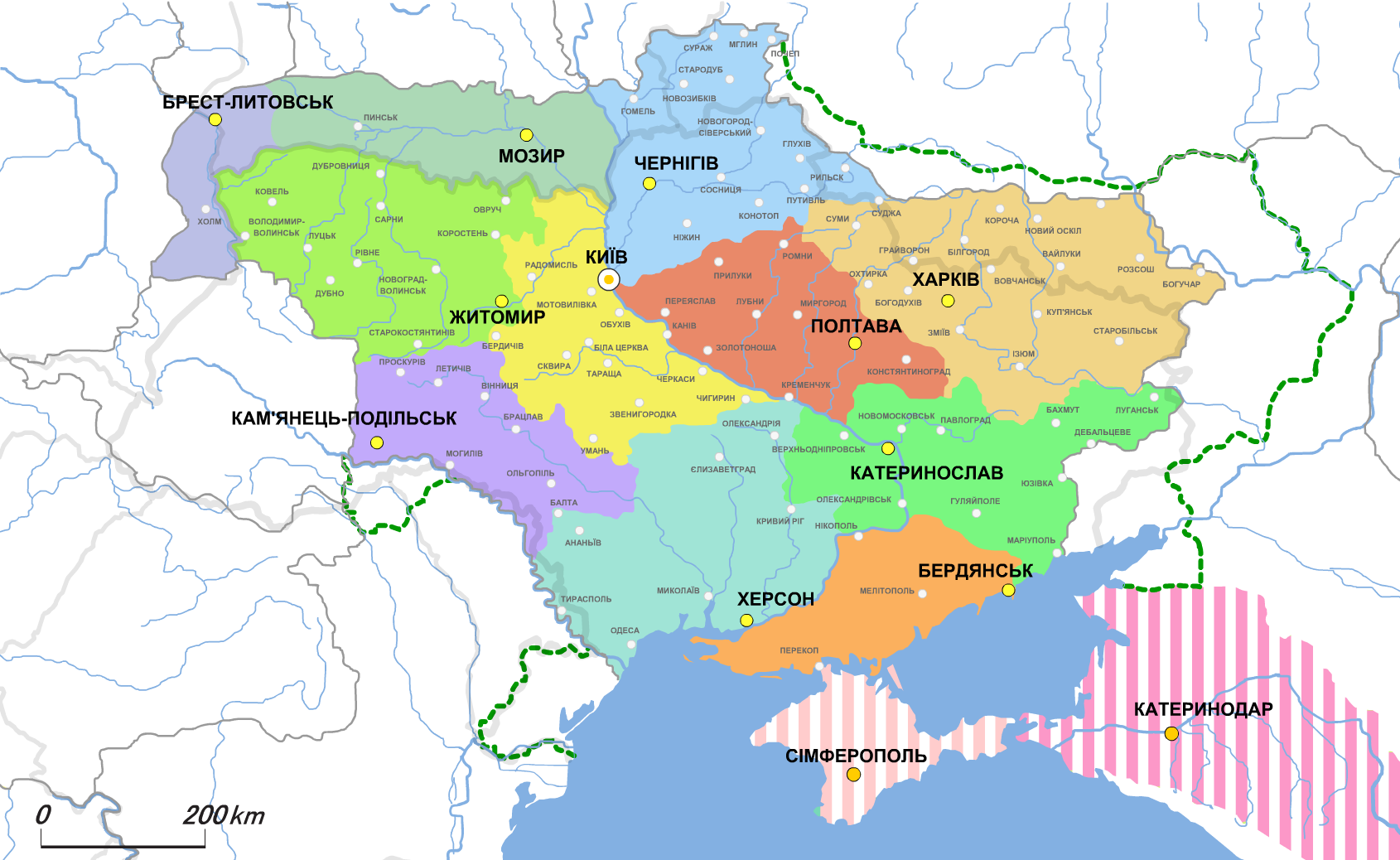
Адміністративно-територіальний поділ. Зелена пунктирна лінія - територіальні претензії.

Корпус забезпечував роботу Південних залізниць (див. також Харківсько-Миколаївська залізниця й Курсько-Харківсько-Севастопольська залізниця, вузлові станції: Харків, Олександрівськ, Лозова, Синельникове, Ново-Олександрівка, Джанкой, Сімферополь, Бахчисарай, Севастополь, гілки залізниці: Синельникове — Катеринослав і Ново-Олександрівка — Генічеськ  й Південно-Західних залізниць (основна магістраль Одеса — Балта – Київ, яка з'єднувалась з Курсько-Київською в м. Курську. Мала ділянки Жмеринка-Волочиськ, Бердичів-Старий Кривин, Жмеринка-Могилів-Подільський, Козятин-Умань, Христинівка-Шпола, Бердичів-Житомир,  Фастівська гілка (Фастів-Знам'янка з відгалуженнями), Волинська гілка (гілка Київ-Коростень), незавершена Бендеро-Галицька гілка.

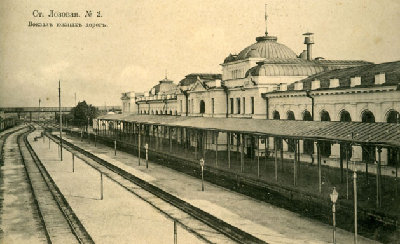
Вокзал станції Лозова

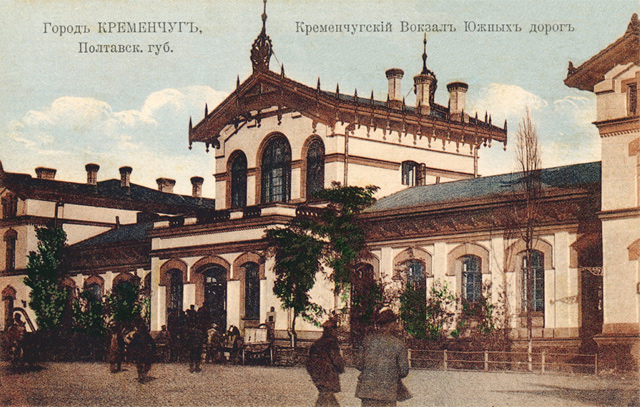
Вокзал станції Кременчук

Організація й діяльність «О.к.p.о.» тимчасово регламентувалися відомчими актами міністра шляхів сполучення, а не законом.
У червні командувачем «О.к.з.о.» призначений генерал-майор О. В. Осецький.
Займаючи посаду О. В. Осецький використовував службове становище і попутно з формуванням структур корпусу сформував «Резервний полк» і невеликі загони на всіх вузлових станціях, включивши в них опозиційно налаштованих по відношенню до уряду країни людей.
9 листопада опівдні Німецька імперія революційними громадянами проголошена республікою. (див. Листопадова революція) Для уряду Української Держави ця подія передрікала послаблення влади.
11 листопада закінчилася Перша світова війна. Німецька імперія перестала існувати в результаті Листопадової революції.
14 листопада гетьман П. П. Скоропадський оголосив «Федеративну Грамоту», якою оголосив про намір об'єднати Україну з майбутньою (небільшовицькою) російською державою.
15 листопада генерал-майор О. В. Осецький призначений наказним отаманом (командувачем військами) У.Н.Р. і, одночасно, начальником Генерального штабу військ Директорії. 
Командир корпусу генерал-майор О. В. Осецький став одним з перших воєначальників, які підтримали антиурядове повстання, фактично очолив військовий штаб повстання, використовував підлеглі йому сили залізничників для підтримки повстанців, що сприяло їх успіху.
16 листопада почалося повстання (антигетьманський заколот) очолюване  Директорією УНР проти влади гетьмана П. П. Скоропадського повстанського руху і підтримане повсталими військами Української держави під командуванням С. В. Петлюри. Українська революція змітала ще одну владу.
В армії і прикордонному корпусі стався розкол і почалася «Українська громадянська війна».
27 листопада залізнична охорона була підпорядкована департаменту Державної Варти МВС.
Після нетривалої «Української громадянської війни 16 листопада - 14 грудня 1918 року», 14 грудня гетьман П. П. Скоропадський видав наказ про демобілізацію захисників Києва й зрікся влади.

## Підпорядкування
- Міністерство шляхів сполучення (после 29.04 - 27.11.1918)
- Департамент Державної Варти Міністерства внутрішніх справ (27.11-14.12.1918)

## Командування
- генерал-майор Осецький Олександр Вікторович, командир корпусе (не раніше 6 червня - 15 листопада 1918)